# Halecium luteum
Halecium luteum is een hydroïdpoliep uit de familie Haleciidae. De poliep komt uit het geslacht Halecium. Halecium luteum werd in 1975 voor het eerst wetenschappelijk beschreven door Watson. 